# Paulinaschor

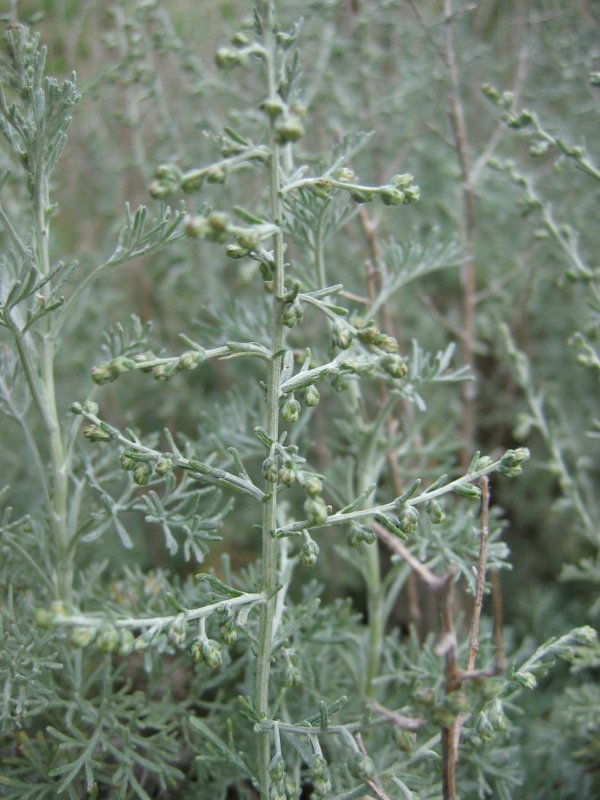
Zeealsem

De Paulinaschor is een schorrengebied in de Westerschelde, dat overbleef na de inpoldering van de Paulinapolder in 1845. Het bevindt zich 3 kilometer noordoostelijk van Biervliet. Op de plek van de polder bevond zich voorheen de Hooge Plaat van Biervliet, die een onderdeel was van de schorren en slikken in de Braakman.
Het schorrengebied was aanvankelijk in gebruik voor het weiden van schapen. Hiervan getuigen nog de dammetjes die delen van de schor die door getijdegeulen werden gescheiden met elkaar verbinden. Na de Tweede Wereldoorlog kwam aan dit gebruik een einde.
Terwijl van de schor nog stukken afgeslagen worden en er een steile overgang naar het slik is, vindt er bij de slikken juist aanwas plaats. Hier vindt men ook velden Engels slijkgras, die verdere aanwas beloven.
Op de schor valt het verschil in begroeiing op tussen de oeverwallen langs de geulen, waar strandkweek (Elytrigia atherica), zeealsem en schorrenkruid (Suaeda maritima) te vinden zijn, en de kommen, waar lamsoor, zeeaster en zeeweegbree domineren.
Het gebied trekt veel vogels aan, zoals rosse grutto, zilverplevier, bonte strandloper en scholekster die op de slikken voedsel zoeken. In het vloedmerk doen dat onder meer frater en sneeuwgors. In de wintermaanden huist er de blauwe kiekendief. Een andere voor Nederland zeldzame wintergast is de grauwe gors die hier de laatste jaren in kleine aantallen overwintert.
Het gebied is goed te overzien vanaf de Scheldedijk. Het beheer is in handen van stichting Het Zeeuwse Landschap.

## Afbeeldingen
|  |  |  |  |  |